# 아이다 필드
아이다 필드(Ayda Field, 1979년 5월 17일 ~ )는 미국의 배우이다.

## 출연 작품
- 플레이 데드 (2009)
- 스트레인지 와일더니스 (2008)
- 스튜디오 60 (2006)
- 블루 콜러 TV (2004)
- 우리 생애 나날들 (1965)